# История почты и почтовых марок Нигера

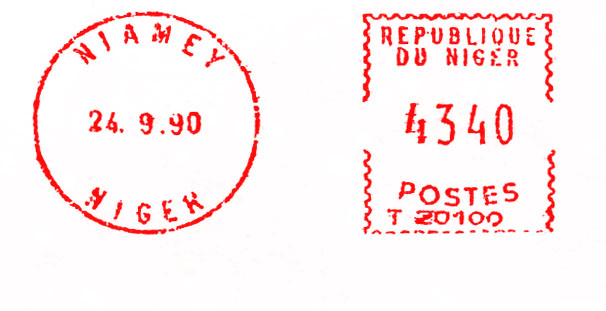
Франкотип Нигера из Ниамея, 1990 г.

История почты и почтовых марок Нигера описывает развитие почтовой связи в Нигере, не имеющем выхода к морю государстве в Западной Африке со столицей в Ниамее, бывшей французской колонии, получившей независимость в 1960 году.
С 1961 года Нигер входит в число стран — участниц Всемирного почтового союза (ВПС), а его нынешним национальным почтовым оператором является компания «Нигер Пост» (Niger Poste).

## Выпуски почтовых марок

### Первые почтовые марки
В 1920 году Нигер был отделён от Верхнего Сенегала и Нигера и стал отдельной колонией в 1922 году.
Первыми почтовыми марками, использовавшимися в новой колонии, стали почтовые марки Верхнего Сенегала и Нигера с надпечаткой фр. Territoire Du Niger («Территория Нигера») в 1921 году. На этих же марках в 1922 году были сделаны надпечатки нового тарифа.
С 1926 года были выпущены почтовые марки с крупной надписью фр. Niger («Нигер») и надписью более мелким шрифтом Afrique Occidentale Française («Французская Западная Африка»).

### 1944—1959
В эти годы в Нигере были в обращении почтовые марки Французской Западной Африки.

## Независимость
Первые почтовые марки Нигера как автономной республики были выпущены в 1959 году и имеют надпись фр. «Republique du Niger» («Республика Нигер»).
3 августа 1960 года Нигер обрёл полную независимость.

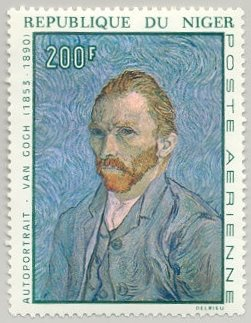
Почтовая марка Нигера 1968 г.

Почтовые марки до 1970-х годов, как правило, представляли собой большие гравированные выпуски, аналогичные выпускам других бывших французских колоний, включая почтовые марки с изображением известных картин подобно французским маркам. Позже были выпущены менее дорогие в исполнении почтовые марки, но их дизайн по-прежнему представлял собой крупные красочные изображения, как правило, на местные темы, но некоторые выпуски предназначались для зарубежных тематических коллекционеров.
Нигер не делает различий между памятными и стандартными марками и, в отличие от многих африканских стран, не выпускает недорогие в исполнении стандартные марки для оплаты внутренних почтовых отправлений.

## Другие виды почтовых марок

### Доплатные
В Нигере было выпущено несколько серий доплатных марок.

### Служебные
В 1962 году была выпущена серия из 14 небольших служебных марок, а в 1988 году её сменила новая серия. 

## Спекулятивные марки
Был выпущен ряд марок, которые якобы принадлежат Нигеру, но которые считаются спекулятивными.